# Xenosaga Episode III: Also Sprach Zarathustra
Xenosaga Episode III: Also Sprach Zarathustra (ゼノサーガ エピソードIII ツァラトゥストラはかく語りき, Zenosāga Episōdo Surī: Tsaratusutora wa Kaku Katariki) é um jogo eletrônico de RPG desenvolvido pela Monolith Soft e publicado pela Namco e Namco Bandai Games. É o terceiro e último título da série Xenosaga, parte da metassérie Xeno, e foi lançado exclusivamente para PlayStation 2 em 2006. A história segue a procura de Shion Uzuki e KOS-MOS pelas origens dos alienígenas gnosis enquanto são caçadas por humanos poderosos chamados de Testamentos. A jogabilidade é semelhante aos jogos anteriores, tendo exploração de ambientes em uma narrativa linear e batalhas em um sistema de turnos, com os combates ocorrendo a pé ou em mechas.
O conceito para Episode III começou durante o final do desenvolvimento de Episode II em 2004. A equipe procurou abordar problemas levantados pelos fãs sobre os dois jogos anteriores, além de levar a história para uma conclusão satisfatória. O rascunho original de Episode III foi muito modificado devido a decisão de transformar a planejada série de seis partes em uma trilogia. O jogo foi elogiado pela crítica e vendeu mais de 340 cópias mundialmente, porém a recepção mista que a série teve como um todo deixou a equipe da Monolith com a moral baixa, o que parcialmente levou ao desenvolvimento de Xenoblade Chronicles.